# Barrie Jean Borich
Barrie Jean Borich (* 26. April 1959 in Chicago) ist eine US-amerikanische Autorin.

## Leben
Borich wuchs in Chicago auf.
Sie unterrichtet an der DePaul University in Chicago, Illinois, Kreatives Schreiben.
1999 publizierte sie das Buch My Lesbian Husband, das eine romantische und philosophische Liebesgeschichte über zwei Frauen und einen bahnbrechenden Blick in die Sprache, die Beziehungen definiert, beinhaltet. Für dieses Buch erhielt sie den Stonewall Book Award im Jahre 2000. Für ihr 2014 publiziertes Buch Body Geographic erhielt sie den Lambda Literary Award. Borich ist mit Linnea Stenson verheiratet und wohnt in Chicago.

## Werke (Auswahl)
- Restoring the Color of Roses, 1993, ISBN 978-1563410277
- My Lesbian Husband: Landscapes of a Marriage, 1999, ISBN 978-1555973100
- Body Geographic, 2013, ISBN 978-0803239852
- Apocalypse, Darling, Ohio State University Press, Mad Creek Books/Machete Series in Literary Nonfiction, 2018

## Auszeichnungen
- 2000: Stonewall Book Award für My Lesbian Husband: Landscapes of a Marriage
- 2014: Lambda Literary Award, Kategorie “Lesbian Memoir/Biography”, für Body Geographic, Memoiren, University of Nebraska Press